# Gunvor Svensson Lundkvist

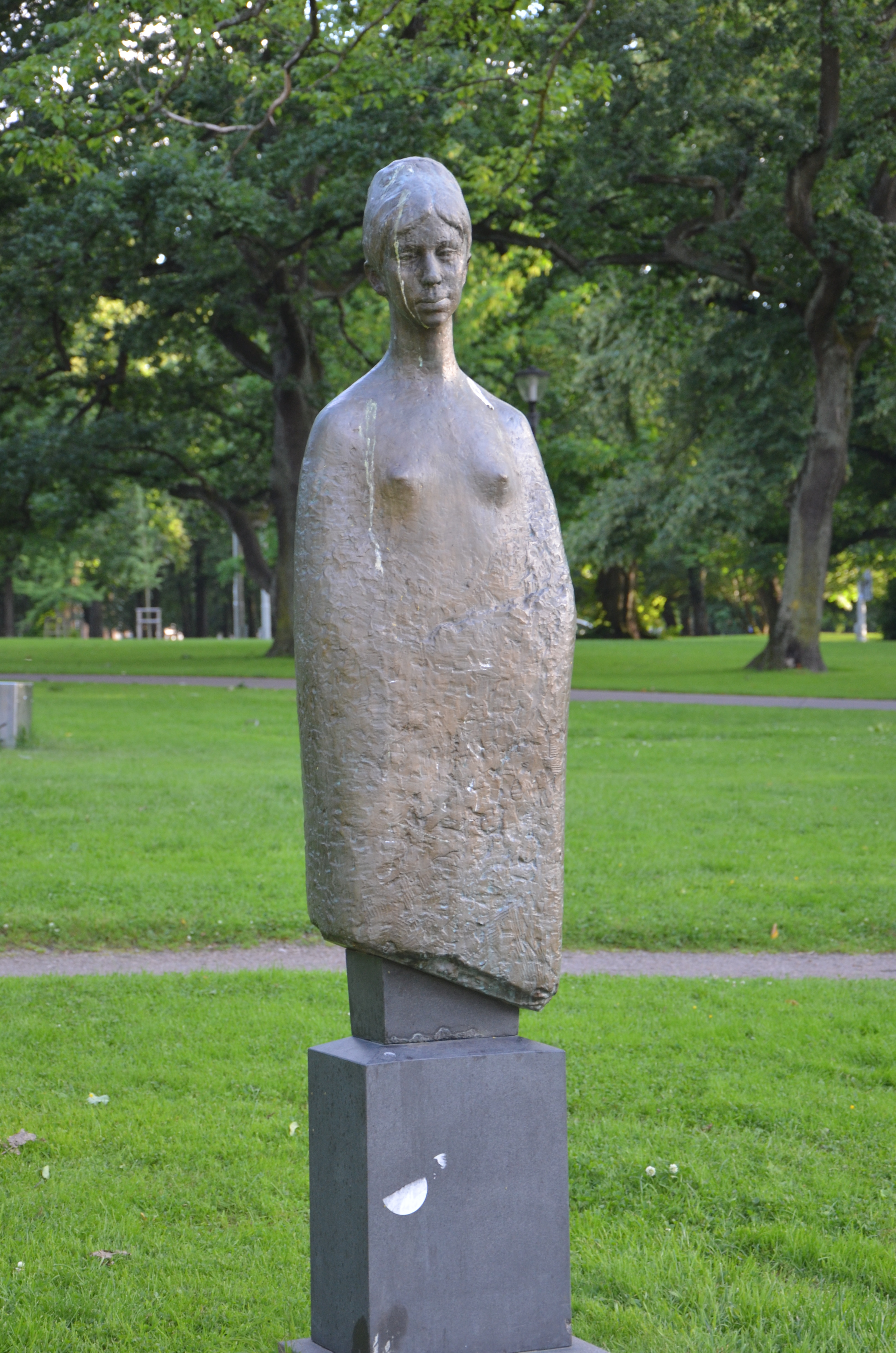
Våren av Gunvor Svensson Lundkvist i Kungsparken, Göteborg.

Gunvor Gerda Maria Svensson Lundkvist, född Svensson 11 juli 1916 i Göteborgs Annedals församling, död 8 maj 2009 i Västerås Lundby församling, var en svensk skulptör och uppmärksammad som en av Sveriges främsta konstnärer inom medaljkonst och relief. Gunvor Svensson Lundkvist är särskilt känd för väggmedaljonger och reliefporträtt. Till hennes stora produktion hör även över hundra medaljer, skulptursviter, måleri och teckningar.

## Uppväxt och skolgång
Gunvor Svensson var dotter till Albert Svensson och Hervor Olsson. Hon växte upp i Annedal i Göteborg och från 18 års ålder i Stockholm. Hon påbörjade studier vid Tekniska skolans kvinnliga avdelning. Hon slutade efter kort tid där, och avbröt också påbörjade studier vid Henrik Blombergs målarskola. I stället tecknade hon åren 1935–37 kroki under ledning av den ryskfödde skulptören Mikael Katz i dennes ateljé. I september 1937 började hon vid Kungliga konsthögskolans skulpturskola för Eric Grate.

## Familjebildning och bildningsresa
Sommaren 1943 gifte sig Gunvor Svensson med Bengt Inge Lundkvist. Därefter signerade hon med sina tre initialer, GSL. Paret bodde först i Stockholm och bildade familj. Dottern Mari föddes 1944, varefter familjen kortvarigt övergav Stockholm för Näsbypark i Täby. Därefter återflyttade man till Stockholm. Sonen Jonas föddes 1947. Under makens studieresa till Italien samma år vikarierade hon på hans lärartjänst vid Konstfack. Åren 1951–52 vistades familjen i Syd- och Mellaneuropa, först i Florens och Rom, därefter i Amsterdam, Bryssel, London och Paris. Efter återkomsten till Stockholm 1952 återupptog hon konstnärsyrket i en ateljé i familjens våning på Södermalm.

## Konstnärskap
År 1955 deltog Gunvor Svensson Lundkvist i en medaljtävling i Kungliga Myntkabinettets regi. Svensson med två bidrag. Den ena föreställde Tage Aurell och dennes romangestalt Martina, den andra var en gravyr till minne av Cajsa Warg med devisen "man tager om man så hafva kan" på myntets frånsida. Hon erhöll en kort tid därefter uppdrag  från Svenska arbetsgivareföreningen och fick sedan Uppsala universitets uppdrag att utforma en relief över arkeologen Mårten Stenberger. Hon utarbetade en minnesmedalj med motiv av Dag Hammarskjöld efter dennes bortgång 1961, vilken inköptes av Svenska Turistföreningen. En hel serie skulpturer med mottiv hämtade från cirkusens värld följde. Under det sena 1960-talet och i början av 1970-talet strömmade beställningarna in. Musikaliska akademien ville ha en väggrelief över tonsättaren Hugo Alfvén. Denna finns på Kungliga operan, men var egentligen avsedd att pryda fasaden på Stockholms stadshus. 
År 1974 flyttade Svensson Lundkvist sin ateljé från Enskede gamla skola till en stuga vid Kaknäs. Där fanns en större brännugn vilket möjliggjorde keramiska skulpturarbeten. Mellan 1969 och 1984 utförde hon årligen Svenska akademiens minnespenning. År 1977 utförde hon en relief över akademins ständige sekreterare Karl Ragnar Gierow. Hon gjorde också medaljen som utdelades för det första ekonomipriset vid Nobelfestligheterna 1969 samt en minnesmedalj över kung Gustaf VI Adolf vid dennes 90-årsdag 1972. Under 1970-talet färdigställde Gunnvor Svensson Lundkvist sviter med kvinno- och tredje världenmotiv. År 1975 skilde hon sig och inledde ett förhållande med Nicolai Herlofson. Paret bodde i Täby till 1981 och därefter på Östermalm. Sin första separatutställning "Kvinnor i myt och verklighet" hade hon på Galleri Cephus i mars 1987. På samma galleri i oktober 1987 hade hon en andra utställning kallad "Cirkus".